# Cristian Matei
Marius Cristian Matei (12 marzo 1987) è un giocatore di calcio a 5 romeno.

## Biografia
Figlio del calciatore Ștefan Matei, che giocò tra le altre squadre con Petrolul Ploiești e Brăila, Cristian è il fratello minore di Florin che come lui è stato calcettista della nazionale rumena di calcio a 5.

## Carriera
Laterale che ha nello spirito di sacrificio la sua qualità migliore, Matei ha iniziato nell'Athletic Bucureşti e nell'Olimpic Simeria. Gioca in seguito per alcune delle società più vincenti del campionato romeno come City'us TM, Autobergamo Deva e Imperial Wet, condividendo spesso lo spogliatoio con il fratello. Nel 2021 ha avuto una fugace militanza nel campionato inglese tra le file del Birmingham WLV. Con la nazionale rumena ha disputato due campionati europei.

## Palmarès
- Campionato rumeno: 6
City'us: 2010-11, 2011-12, 2012-13
Autobergamo: 2013-14, 2016-17
Imperial Wet: 2018-19
- Coppa di Romania: 7
City'us: 2010-11, 2011-12, 2012-13
Autobergamo/CSM Deva: 2014-15, 2015-16, 2022-23, 2023-24
- Supercoppa rumena: 5
City'us: 2010
Autobergamo: 2014, 2015, 2016
Imperial Wet: 2019